# Cyrestis obscuratus
Cyrestis obscuratus är en fjärilsart som beskrevs av Martin 1903. Cyrestis obscuratus ingår i släktet Cyrestis och familjen praktfjärilar. Inga underarter finns listade.